# Bahnhof Brand-Erbisdorf
Der Bahnhof Brand-Erbisdorf ist der Bahnhof der südlich von Freiberg liegenden Stadt Brand-Erbisdorf im Landkreis Mittelsachsen im Erzgebirge.

## Lage
Der Bahnhof liegt im östlichen Zentrum der Stadt im Stadtteil Brand, weshalb er zunächst den Namen Brand erhielt. Erst nach der Vereinigung mit Erbisdorf im Jahr 1912 erhielt der Bahnhof den bis heute gültigen Namen Brand-Erbisdorf; der Haltepunkt Erbisdorf an der Bahnstrecke Brand-Erbisdorf–Langenau erhielt den Namen Brand-Erbisdorf Hp.

## Geschichte

### Name
Die Station trug in ihrer Geschichte bereits drei unterschiedliche Namen, im Einzelnen waren dies:
- bis 1911: Brand bei Freiberg
- bis 1912: Brand b Freiberg (Sa)
- seit 1912: Brand-Erbisdorf (1912: Vereinigung von Brand und Erbisdorf)

### Betrieb
Die Haltestelle Brand bei Freiberg wurde am 15. Juli 1890 gleichzeitig mit der Bahnstrecke Berthelsdorf–Großhartmannsdorf und der in der Station abzweigenden Bahnstrecke nach Langenau eröffnet.  Am 1. Mai 1905 erhielt die Haltestelle Brand bei Freiberg den Status eines Bahnhofs. Mit dem Zusammenschluss der Stadt Brand und der Gemeinde Erbisdorf zur Stadt Brand-Erbisdorf erhielt der Bahnhof Brand am 20. Juli 1912 den Namen Brand-Erbisdorf und der Haltepunkt Erbisdorf den Namen Brand-Erbisdorf Hp.
Während zunächst nur die Züge von und nach Großhartmannsdorf von und nach Freiberg durchgebunden waren, erfolgte dies später auch mit den Zügen von und nach Langenau. Am 2. Dezember 1973 wurde der Reiseverkehr zwischen Brand-Erbisdorf und Großhartmannsdorf zugunsten schnellerer Autobusverbindungen auf der heutigen Bundesstraße 101 aufgegeben. Im Güterverkehr wurde bis 1975 noch das Anschlussgleis des Sitzmöbelwerkes bedient, dann wurde das Gleis ab Kilometer 6,65 demontiert. Zwischen Berthelsdorf und Brand-Erbisdorf blieb die Strecke jedoch weiter für den Personen- und Güterverkehr in Betrieb.
Einen Höhepunkt erlebte der Bahnhof Brand-Erbisdorf zwischen dem 14. und 20. Juli 1990 anlässlich der 100-Jahr-Feier der beiden Bahnstrecken. Neben einer Fahrzeugausstellung in Brand-Erbisdorf verkehrten mehrere Sonderzüge, die mit Dampflokomotiven bespannt waren. Mit der politischen Wende im Osten Deutschlands 1989/90 kam es zu einem signifikanten Einbruch bei den erbrachten Verkehrsleistungen. Am 1. Juni 1997 wurde der verbliebene Reiseverkehr der Relation Freiberg (Sachs)–Langenau (Sachs) über Brand-Erbisdorf eingestellt. Aufgrund der versäumten Abbestellung des Reiseverkehrs seitens des verantwortlichen Freistaats Sachsen wurde der Reiseverkehr zwischen Freiberg und Brand-Erbisdorf zwischen dem 28. August 1997 und dem 23. Mai 1998 wieder aufgenommen. Als einziger Güterkunde verblieb nur noch das Press- und Schmiedewerk in Brand-Erbisdorf. Seit 2012 wird  dieses nicht mehr per Schiene beliefert.
Im Mai 2000 ging die verbliebene Eisenbahninfrastruktur Berthelsdorf–Brand-Erbisdorf für 20 Jahre per Pachtvertrag an das private Eisenbahninfrastrukturunternehmen RP-Eisenbahn über. Dieses betreibt seit dem Jahr 2000 die Verbindung Freiberg–Holzhau, an der der Bahnhof Berthelsdorf (Erzgeb) liegt. Erstmals seit 1998 verkehrten zum Bergstadtfest in Freiberg am 25. und 26. Juni 2016 wieder Reisezüge zwischen Freiberg und Brand-Erbisdorf. Die Sonderfahrten waren von der Interessengemeinschaft „Perspektiven zum Erhalt der Bahnstrecke Freiberg–Holzhau“ organisiert worden. Zum Einsatz kam ein historischer Zug der Eisenbahn-Bau- und Betriebsgesellschaft Pressnitztalbahn (PRESS).
Am Standort des Bahnhofs Brand-Erbisdorf an der „Bahnhofstraße“ sind das Empfangsgebäude, der Güterschuppen, das Stellwerk und das Gebäude der Bahnmeisterei erhalten.

## Bilder

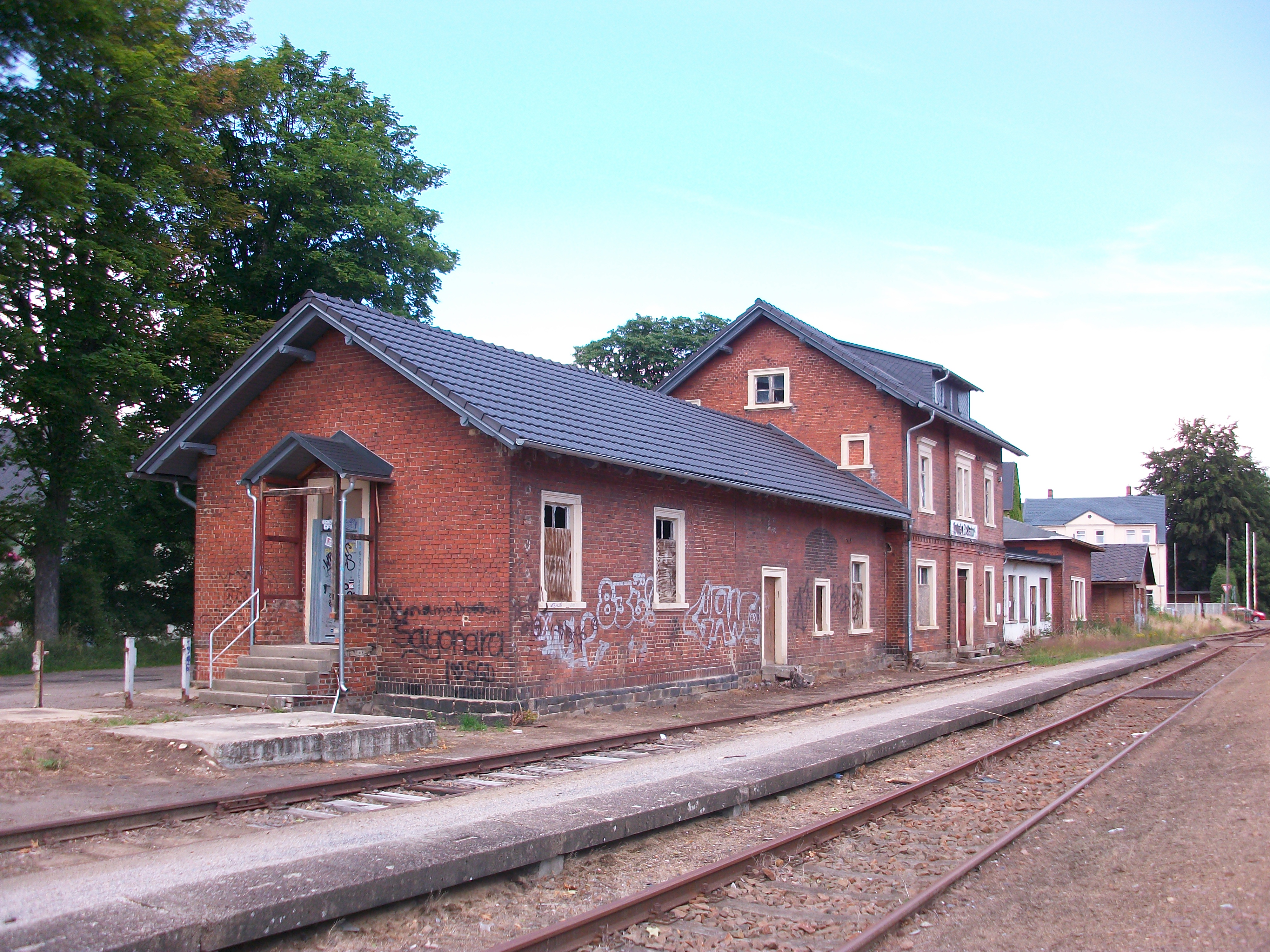
Bahnhof Brand-Erbisdorf, Empfangsgebäude (2016)
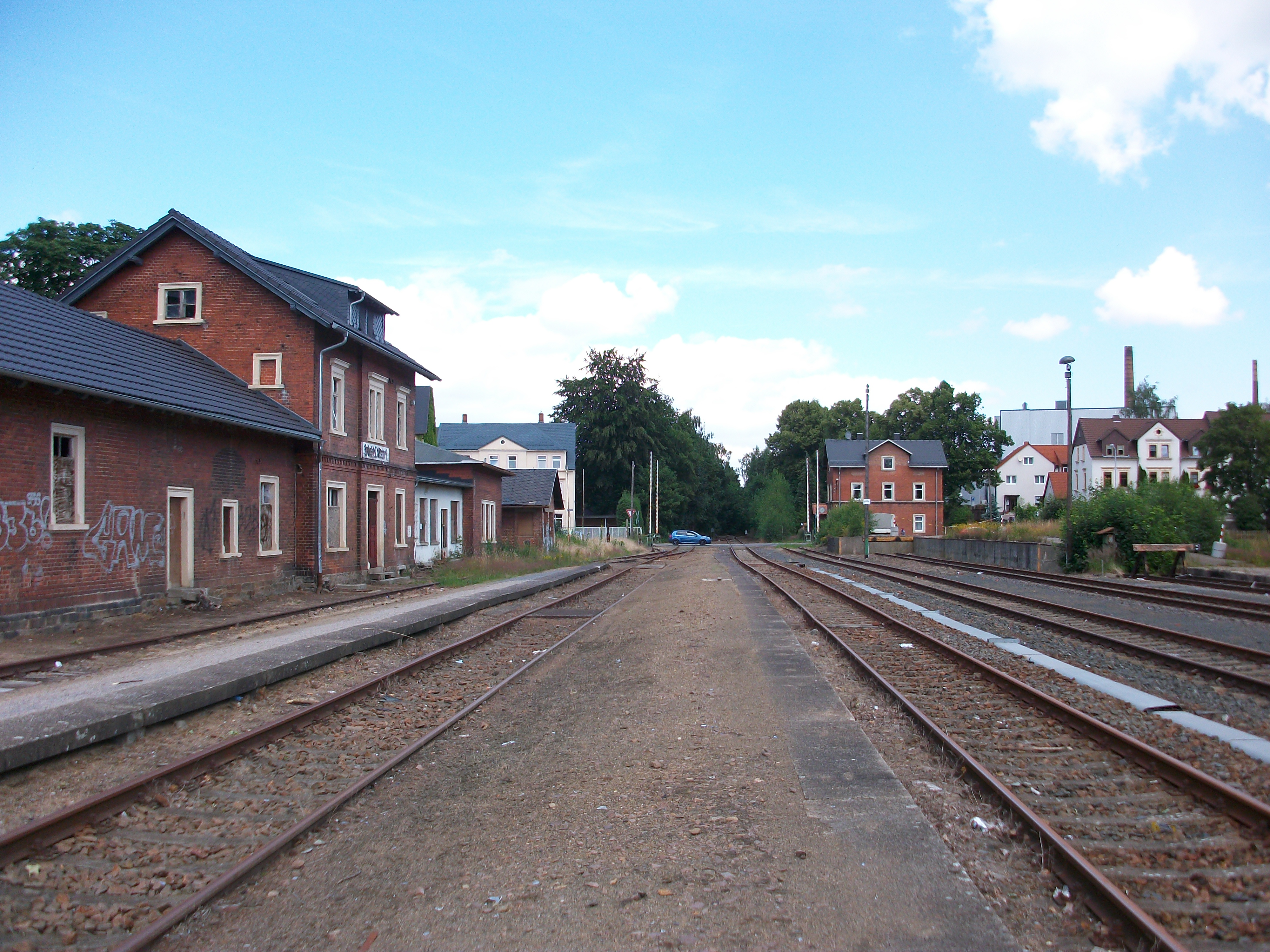
Bahnhof Brand-Erbisdorf (2016)
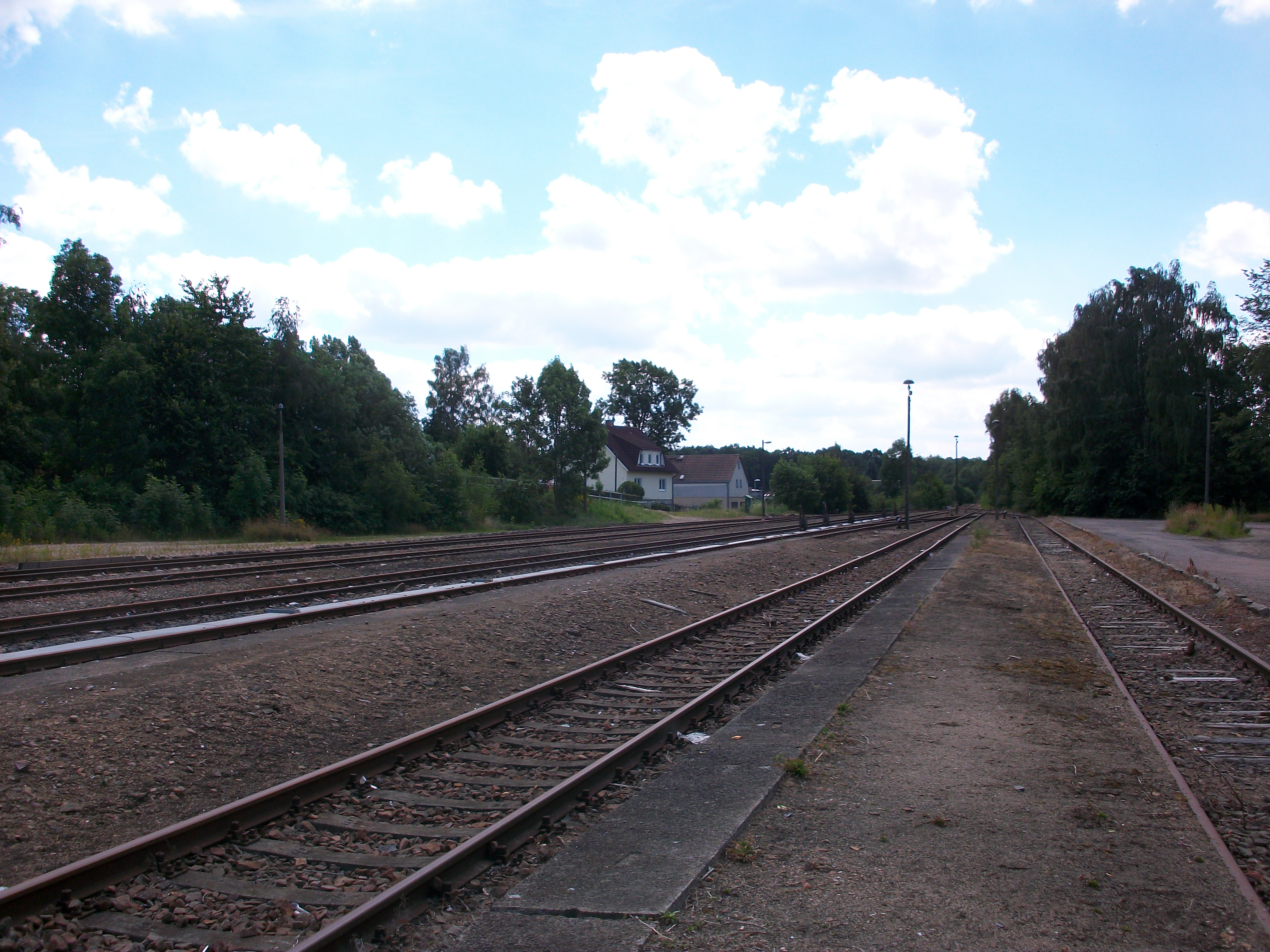
Bahnhof Brand-Erbisdorf, Gleisanlagen (2016)